# Ghiacciaio Bachtold
Il ghiacciaio Bachtold è un ghiacciaio lungo circa 6 km situato nella regione centro-occidentale della Dipendenza di Ross, in Antartide. Il ghiacciaio, il cui punto più alto si trova a circa 800 m s.l.m., si trova in particolare sul versante settentrionale della dorsale Gonville and Caius, all'estremità nord-orientale della cresta Killer, dove fluisce verso nord partendo dal versante settentrionale del monte Chaudoin fino a terminare il proprio corso in un flusso ghiacciato ai piedi del nunatak Redcliff.

## Storia
Il ghiacciaio Bachtold è stato mappato dai membri della spedizione Terra Nova, condotta dal 1910 al 1913 e comandata dal capitano Robert Falcon Scott, ma è stato così battezzato solo in seguito dal Comitato consultivo dei nomi antartici in onore di Harry W. Bachtold, della marina militare statunitense, membro del gruppo che costruì la base Little America V e e la stazione Byrd nel 1955-57, prima dell'inizio dell'Anno Geofisico Internazionale.